# Piotr Zhukovski
Piotr Mijáilovich Zhukovski (translitera del ruso cirílico Петр Михайлович Жуковский) ( 1888 - 1975) fue un botánico explorador ruso. Trabajó extensamente con el sabio Nikolaj Ivanovich Vavilov 1887-1943. Realizó importantes expediciones botánicas, entre ellas:
- 1954: Francia, Córcega. cereales, maíz, legumbres, vegetales, forrajeras, frutas, plantas ornamentales, con 6.811 accesiones.

- 1955: Argentina, recolectando 376 accesiones de cereales, legumbres, forrajeras, cultivos industriales, papa, verduras

- 1958: Argentina, Perú, Chile, México; cereales, maíz, legumbres, papa, verduras, cultivos industriales, forrajeras, con 1.214 accesiones

Su importante colección botánica se halla en el "Instituto de Herbario de Plantas Industriales" N.I. Vavilov Tuvo enconados encontronazos con el mistificador Lysenko (1898-1976) que postulaba la antigenética

## Algunas publicaciones

### Libros
- ZEVEN, AC; PM ZHUKOVSKY. 1975. Dictionary of cultivated plants and their centres of diversity. Ed. PUDOC Wageningen. 219 pp.

- La abreviatura «Zhuk.» se emplea para indicar a Piotr Zhukovski como autoridad en la descripción y clasificación científica de los vegetales.[4]